# Serieåret 1977

## Händelser

### Januari
- 3 januari: - Dagspresserien om Spindelmannen debuterar. I första berättelsen försöker Doktor Doom ta över Förenta nationerna.[1]

### November
- 13 - Knallhatten av Al Capp upphör.

### Okänt datum
- Till 100-årsminnet av den svenske skämt- och serietecknaren Oskar Anderssons födelse den 11 januari 1877 ger Postverket i Sverige ut en frimärksserie.
- Seriefrämjandet börjar ge ut Bild & Bubbla, som ersätter föregångaren Thud.
- Utgivning av Dave Sims Cerebus inleds.
- Serietidningen 2000 AD ges ut för första gången, och i andra numret börjar Judge Dredd att publiceras.
- Serietidningen Walt Disney's serier i Sverige byter namn till "Kalle Anka Extra".[2]

## Pristagare
- 91:an-stipendiet: Sture Hegerfors
- Adamsonstatyetten: Lee Falk (inget svenskt pris utdelades)
- Reuben Award: Chester Gould

## Utgivning

### Album
- Berättelsen om Björn Borg[3].
- Den sjungande tråden (Lucky Luke)[4]
- Roboten Rupert (Spirou)[5]

## Födda
- 23 maj – Andreas Qassim, svensk serietecknare av bland annat Bamse.
- 26 oktober – Elin Lucassi, serietecknare och illustratör
- 3 november – Max Gustafson, svensk serietecknare.

## Avlidna
- 5 november - René Goscinny, 51, fransk serietecknare och manusförfattare.[6]

### Fotnoter
1. ↑  Spider-Man: Newspaper Strips, Volume 1, Stan Lee and John Romita, Collection Editor Mark D. Beazley, First printing 2009, ISBN 978-0-7851-3793-1, published by Marvel Publishing Inc.
2. ↑  Swecomics
3. ↑  Seriesamlarna
4. ↑  ”Lucky Luke på svenska”. Arkiverad från originalet den 11 november 2014. https://web.archive.org/web/20141111004811/http://www.visit.se/~dampgrodan/album_kronolog.html. Läst 12 mars 2011.
5. ↑  ”Spirou enligt Franquin”. Arkiverad från originalet den 23 juli 2010. https://web.archive.org/web/20100723064409/http://www.mantagraphics.com/franquin/helaalbum.htm. Läst 12 mars 2011.
6. ↑   Horisont 1977. Bertmarks